# Reforma Rzeszy
Reforma Rzeszy (niem. Reichsreform) – cykl działań podjętych przez Sejm Świętego Cesarstwa Rzymskiego (Sejm Rzeszy) z udziałem cesarza w XV wieku i XVI wieku, mających na celu poprawę struktur państwowych i administracyjnych Świętego Cesarstwa Rzymskiego (Rzeszy).

## Pierwsze próby

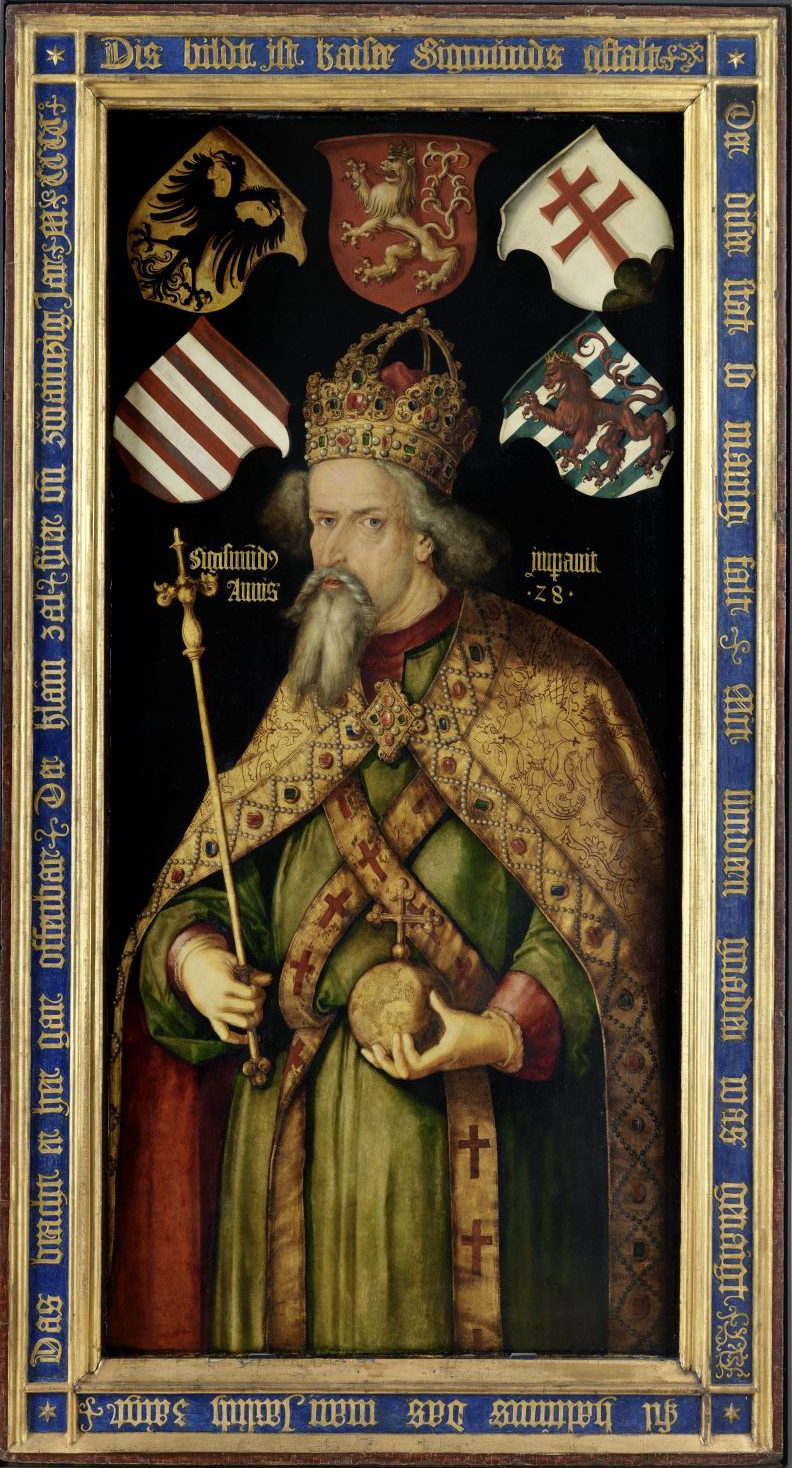
Cesarz Zygmunt Luksemburski

Pierwsze próby reformy podjęto na sejmach w Eger i Norymberdze, przy współudziale cesarza Zygmunta i elektorów Rzeszy. Wszystkie propozycje upadły wobec konfliktu interesów, pomiędzy cesarzem a książętami. Żądania reform formułowały kolejne sejmy Rzeszy od połowy XV wieku.

## Sejm w Wormacji
W 1495 roku na sejmie w Wormacji podjęto reformę powszechnie określaną jako „reforma Rzeszy” (Reichsreform).
Podstawowa idea reformy w dużej mierze opierała się na teoriach opracowanych przez Mikołaja z Kuzy na soborze w Bazylei. W swoim dziele O jedności kościoła (De concordantia catholica) wyłożył opartą na prawie naturalnym koncepcję współdziałania stanów oraz cesarza w prawodawstwie i rządach. Na konieczność reformy zgodził się w 1489, podczas obrad Sejmu Rzeszy we Frankfurcie, cesarz Maksymilian I (który zabiegał o wsparcie go w czasie wojny w Niderlandach). Cesarz obiecał książętom ustanowienie cesarskiego sądu najwyższego, a w czasie następnego sejmu w Norymberdze w 1491 r. zapowiedział wprowadzenie wiecznego pokoju ziemskiego. Podczas sejmu w Wormacji w 1495 r. (zwołanym w celu wypowiedzenia wojny Francji) Maksymilian I przyjął niektóre postulaty sformułowane przez arcybiskupa-elektora Moguncji, Bertholda Hannenberga, który stał na czele opozycji antycesarskiej. W zamian za to cesarz uzyskał fundusze na wojnę przeciwko Francji i Turcji. Ostatecznie ustanowiono:
- wspólny podatek, tzw. wspólny grosz (Reichspfennig, lub też Gemeiner Pfennig).
- wieczysty ziemski pokój krajowy (Ewiger Reichslandfrieden) – zakazano prowadzenia wojen prywatnych;
- Sąd Kameralny Rzeszy (Reichskammergericht) we Frankfurcie (od 1527 r. w Spirze) jako najwyższą instancję sądową.
- Maksymilian I utworzył także Cesarską Radę Nadworną (Reichshofrat) w Wiedniu, która miała pełnić rolę centralnej instytucji sądowniczej i administracyjnej dla Niemiec.

Przeciwko tymże uchwałom wystąpiła Konfederacja Szwajcarska. Po klęsce w wojnie szwabskiej, zakończonej pokojem w Bazylei (1499), cesarz musiał uznać uniezależnienie się Związku Szwajcarskiego.

## Sejm w Augsburgu (1500)

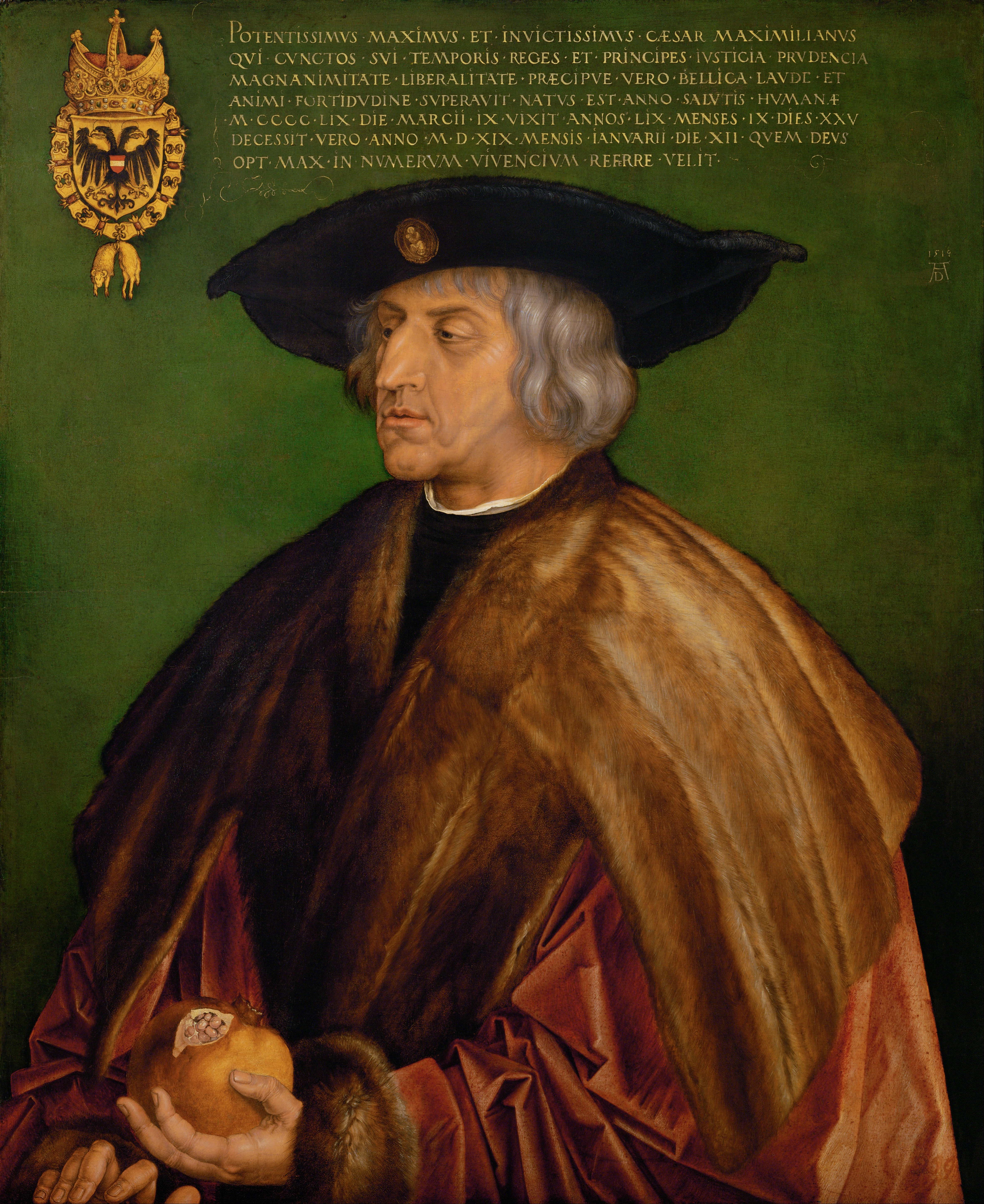
Cesarz Maksymilian I

W 1500 Maksymilian I zwołał kolejny sejm, tym razem do Augsburga, w związku z kolejnym konfliktem z Francją. Cesarz w zamian za pomoc książąt zdecydował się:
- powołać nowy organ rządowy i sądowniczy Rzeszy Niemieckiej – Regiment Rzeszy (Reichsregiment). Maksymilian jednak, obawiając się ograniczenia swojej władzy, paraliżował działania nowej rady nie pojawiając się na jej obradach. Jeszcze w XVI wieku rząd stracił znaczenie i przestał funkcjonować;
- utworzono również sześć okręgów Rzeszy, każdy pod zarządem dwóch książąt. Nowy podział miał zapewnić przestrzeganie zasad pokoju krajowego i terminowe zbieranie podatków.

## Sejm w Kolonii (1505)
Książęta wysuwali kolejne postulaty, ale podczas Sejmu w Kolonii okazało się, że opozycja względem cesarza została znacznie osłabiona (zmarł arcybiskup Berthold Moguncki, a pozycja samego cesarza umocniła się dzięki sukcesom na arenie europejskiej). Sejm przyznał Maksymilianowi pieniądze i posiłki na działania wojenne na Węgrzech, a debata w sprawie reform ustrojowych straciła na dynamice.

## Sejm w Konstancji (1507)
W 1507 Sejm w Konstancji uchwalił, że Sąd Kameralny będzie działał na stałe jako najwyższy sąd odwoławczy Cesarstwa, ustanowił też stały podatek na działalność owej instytucji i przyznał Maksymilianowi wsparcie na wyprawę do Włoch.

## Sejm w Kolonii (1512)
Na sejmie kolońskim w 1512 postanowiono:
- najwyższą władzą Rzeszy stanie się Sejm, który w trzech kuriach – elektorów, książąt i miast Rzeszy, rozważać będzie propozycje zmian prawa przedstawiane przez cesarza;
- rozszerzono liczbę okręgów rzeszy do dziesięciu

## Upadek idei oraz konsekwencje reform
Na sejmach w Moguncji w 1517 i w Augsburgu w 1518 książęta zgłaszali żądania następnych reform administracyjnych w Niemczech. Śmierć cesarza nie pozwoliła zrealizować tych zamierzeń. Jedynie na sejmie w Augsburgu (1555), rozszerzono kompetencję okręgów cesarskich.
Reformy nie zatrzymały postępującego upadku Rzeszy, wręcz go pogłębiły. Powodem tego był konflikt interesu pomiędzy cesarzem a jego wasalami. Habsburgowie planowali wzmocnić pozycję monarchy oraz wprowadzić dziedziczność tronu. Książęta natomiast, w obawie przed absolutyzmem cesarza, bali się wszelkich inicjatyw unowocześniających skostniałe instytucje państwa. Doszło więc w efekcie do zmian, które diametralnie osłabiły pozycję cesarza. Do trwałych pozytywnych elementów reformy należy zaliczyć: Sąd Kameralny Rzeszy oraz podział cesarstwa na okręgi z własnymi organami samorządowymi.